# アッシュル・ダン1世
アッシュル・ダン1世（Aššur-dān I、mAš-šur-dān(kal)an）は第83代のアッシリア王であり、『アッシリア王名表』によれば46年間、または36年間在位した。絶対編年の推定は前1179年頃-前1134年頃、または前1169年頃-前1134年頃である。ニヌルタ・アピル・エクルの息子とされるが、『アッシリア王名表』の3つあるバージョンのうち1つではアッシュル・ナディン・アプリの息子となっている。『対照王名表（Synchronistic King List）』と断片的なコピーは、彼の同時代のバビロン王としてザババ・シュマ・イディナ（在位：前1158年頃）およびエンリル・ナディン・アヘ（在位：前1157年頃-前1155年頃）をあてている。彼らはカッシート王朝の最後の王たちである。ただし、アッシュル・ダン1世の在位期間の記録が正しいならば、ザババ・シュマ・イディナより前の2名のバビロン王と、エンリル・ナディン・アヘの後の2名のバビロン王が同時代の王であったであろう。

## 来歴
バビロニアのカッシート王朝の最末期、アッシュル・ダン1世がザバン市（Zaban）、イッリヤ市（Irriya）、ウガル＝サッル市（Ugar-sallu）、そして名称不明の4つの都市を制圧し、略奪したこと、そして「それらの地から膨大な戦利品をアッシリアに持ち帰った」ことを『アッシリア・バビロニア関係史（Synchronistic History）』が記録している。通常アッシュル・ダン1世のものとされる粘土板文書の断片は、「[...]ヤシュ（[...]yash）、イッリヤの地、スフ（Suhu）の地、シャダニ（Shadani）の地の王たち、[...]ヤエニ（[...y]aeni）、シェリニ（Shelini）の地の王」に対する彼の軍事的征服をリストしている。
彼の時代にエラム人がカッシート王朝を滅ぼし、さらに大軍をもってアッシリアの都市アラプハを制圧したと見られる。この都市はアッシュル・ダン1世の治世後半まで奪回されなかった。
アッシュル・ダン1世の碑文は僅かしか見つかっていないが、彼の子孫であるティグラト・ピレセル1世（トゥクルティ・アピル・エシャラ1世）の碑文のうち2つがアッシュル・ダン1世に言及している。そのうちの1つは、アッシュル・ダン1世が荒廃したアヌ神とアダド神の荒廃した神殿を解体したことを伝えている。この神殿は元々はイシュメ・ダガン2世によって建設され、解体時には建設から641年の歳月がたっていた。60年後のティグラト・ピレセル1世の時代に神殿は再建された。ティグラト・ピレセル1世はアッシュル・ダン1世の名前を自身の系譜に載せている。書記シャムシ・ベール（Šamši-Bēl）による（アッシュル・ダン1世への献辞（A dedication）が、アルビルのイシュタルの神殿エガシャンカランマ（Egašankalamma）に奉納された青銅製の像に見られる。
ピシュキヤ（Pišqiya）に始まり、アッシュル・ダン1世（王）、アタマル・デン・アッシュル（Atamar-den-Aššur）、アッシュル・ベル・リテ（Aššur-bel-lite）、アダド・ムシャブシ（Adad-mušabši）というリンム職の就任順の情報を提供する手紙を元にリンム（紀年官、アッシリアは毎年の名前をその年のリンム職担当者の名前で記した）たちの就任順序の部分的な再構築がなされた。このリンムたちの中にアッシュル・ダン1世の名前を見つけることができる。王は即位最初の年にリンム職を務めるとされていたため、これによってリンム・ピシュキヤの年に前王ニヌルタ・アピル・エクルが死亡したことがわかる。彼の時代に侍女たちの軽犯罪の罰則を定める後宮の勅令または宮廷令（palace decree）が発行された。その定めでは、初犯の場合は侍女の女主人によって杖で30回打たれることになっていた。アッシュル・ダン1世の2人の息子、ニヌルタ・トゥクルティ・アッシュルとムタッキル・ヌスクは、父の死後王位を巡って争った。ニヌルタ・トゥクルティ・アッシュルはムタッキル・ヌスクによって1年足らずで倒され、亡命を余儀なくされた。

### 記録
1. ↑  Khorsabad King List and the SDAS King List both read, iii 19, 46 MU.MEŠ KI.MIN.
2. ↑  Nassouhi King List reads, 26+x MU.[MEŠ LUGAL-ta DU.uš.
3. ↑  Brick Ass. 4777 palatial inscription confirming King List filiation.
4. ↑  Synchronistic King List, tablet excavation number Ass. 14616c (KAV 216), ii 10.
5. ↑  Synchronistic King List fragment, tablet VAT 11261 (KAV 10), i 2.
6. ↑  Synchronistic History, ii 9–12.
7. ↑  Tablet K. 2667.